# Terje Andersen
Terje Andersen (n. 4 martie 1952, Comuna Tønsberg, Vestfold, Norvegia) este un patinator de viteză ce a reprezentat Norvegia, medaliat olimpic. A participat la două ediții ale Jocurilor Olimpice (1976, 1980) în care a câștigat o medalie de bronz.